# Carey Dome Fire Lookout
Le Carey Dome Fire Lookout est une tour de guet du comté d'Idaho, dans l'Idaho, aux États-Unis. Situé à 2 341 mètres d'altitude dans les montagnes Salmon River, il est protégé au sein de la forêt nationale de Payette. Il est par ailleurs inscrit au Registre national des lieux historiques depuis le 25 mars 1994.